# Autismo regresivo
El autismo regresivo ocurre cuando un niño parece desarrollarse normalmente, pero luego comienza a perder el habla y las habilidades sociales, generalmente entre las edades de 15 y 30 meses, y posteriormente se le diagnostica autismo. Otros términos utilizados para describir la regresión en niños con autismo son autismo con regresión, regresión autista, autismo de tipo revés y síndrome autista adquirido. No existe una definición estándar para la regresión, y la prevalencia de la regresión varía según la definición utilizada. Algunos niños muestran una mezcla de características, con algunos retrasos tempranos y algunas pérdidas posteriores; y hay evidencia de un espectro continuo de comportamientos, en lugar de una distinción entre blanco y negro, entre el autismo con y sin regresión. Según las definiciones en el DSM-5, el término "autismo regresivo" puede referirse a cualquier tipo de trastorno del espectro autista que involucre regresión, incluido el trastorno desintegrativo infantil.

## Discurso y regresión social
Aproximadamente el 25-30 % de los niños con trastornos del espectro autista dejan de hablar después de comenzar a decir palabras, a menudo antes de los dos años. 
La mayoría de los ejemplos de regresión autista (...) se basan en la pérdida de un niño de un puñado de palabras... es posible que estos niños solo estuvieran haciendo eco de los sonidos que escuchaban de sus padres.  
Algunos niños pierden la vida social desarrollo en lugar de lenguaje; algunos pierden ambos. Después de la regresión, el niño sigue el patrón estándar de desarrollo neurológico autista. El término se refiere a la apariencia que el desarrollo neurológico ha invertido; en realidad son solo las habilidades de desarrollo afectadas, en lugar de la neurología en su conjunto, lo que retrocede. Es más común que el desarrollo neurológico autista no incluya tales aberraciones, ya que los síntomas autistas apropiados para la edad son evidentes desde el nacimiento. 
La pérdida de habilidades puede ser bastante rápida, o puede ser lenta e ir precedida por un largo período sin progreso de habilidades; la pérdida puede ir acompañada de un juego social reducido o una mayor irritabilidad. Las habilidades adquiridas temporalmente suelen ser unas pocas palabras del lenguaje hablado, y pueden incluir alguna percepción social rudimentaria. Hay varios tipos de desarrollo intermedios, que no se ajustan perfectamente a las categorías tradicionales o regresivas, incluidas las mezclas de déficits tempranos, fallas en el progreso, disminuciones sutiles y pérdidas obvias. Si la regresión se define estrictamente para requerir la pérdida de lenguaje, es menos común; si se define de manera más amplia, para incluir los casos en que el lenguaje se conserva, pero la interacción social disminuye, es más común.

## Causa
La regresión en los trastornos del espectro autista está bien documentada; la atribución de la regresión a factores de estrés ambiental puede resultar en un retraso en el diagnóstico. La aparición aparente del autismo regresivo es sorprendente y angustiante para los padres, quienes a menudo inicialmente sospechan una pérdida auditiva grave. Se produjo una controversia después de un estudio fraudulento que vinculaba la vacuna MMR con el autismo, pero desde entonces, los estudios no han demostrado ninguna conexión entre el autismo y la vacuna MMR. También se están realizando estudios para probar si ciertos tipos de autismo regresivo tienen una base autoinmune.

## Investigación
Hay quienes creen que el autismo regresivo es simplemente un autismo de inicio temprano que se reconoció en una fecha posterior. Los investigadores han realizado estudios para determinar si el autismo regresivo es un subconjunto distinto de los trastornos del espectro autista. A lo largo de los años, los resultados de estos estudios se han contradicho. Algunos investigadores creen que todavía no hay nada que apoye una diferencia biológica definitiva entre el autismo de inicio temprano y el regresivo. Sin embargo, las investigaciones emergentes muestran que los hombres con autismo regresivo tienen cerebros que son seis por ciento más grandes que cualquier persona con autismo de inicio temprano. Los cerebros de mujeres con autismo regresivo no muestran diferencias en el tamaño del cerebro.

## Otros trastornos que implican la regresión
Otros trastornos que involucran la regresión son la ceguera total desde el nacimiento, trastorno desintegrativo infantil, síndrome de Rett, ciertas formas de epilepsia (por ejemplo, enfermedad de Lafora, síndrome de Landau-Kleffner), y cualquier afección que implique neurodegeneración (por ejemplo, enfermedad de Batten). La regresión "reversible" podría anticipar el síndrome de Tourette no puro.